# Kostiantyn Sytnyk
Kostiantyn Merkurijowycz Sytnyk, ukr. Костянтин Меркурійович Ситник (ur. 3 czerwca 1926 w Ługańsku, zm. 22 lipca 2017 w Kijowie) – ukraiński fizjolog, biolog i polityk.

## Życiorys
Ukończył studia w instytucie pedagogicznym w rodzinnej miejscowości. Uzyskał stopnie kandydata nauk (1955) i doktora (1966). Pracował naukowo, od 1967 na stanowisku profesora. Od 1970 pełnił funkcję dyrektora Instytutu Botaniki Akademii Nauk Ukraińskiej SRR, kierował nim nieprzerwanie do 2003. W latach 1973–1988 był wiceprezydentem ANU. Był autorem kilkuset publikacji naukowych, głównie dotyczących biologii roślin.
W latach 1998–2006 sprawował mandat deputowanego do Rady Najwyższej, początkowo działał w Partii Ludowo-Demokratycznej, następnie razem z Anatolijem Matwijenko współtworzył Ukraińską Partię Ludową „Zjednoczenie”. Z ugrupowaniem tym przystąpił do Bloku Julii Tymoszenko, a po wyborach w 2002 został jednym z liderów Ukraińskiej Partii Republikańskiej „Zjednoczenie” (powstałej z połączenia UNP Sobor i URP). W 2005 poparł decyzję lidera ugrupowania o przystąpieniu do Bloku Nasza Ukraina, rezygnując jednocześnie ze startu w wyborach parlamentarnych w 2006.